# Coupe de France de football 1960-1961
 (janvier 2018).
Si vous disposez d'ouvrages ou d'articles de référence ou si vous connaissez des sites web de qualité traitant du thème abordé ici, merci de compléter l'article en donnant les références utiles à sa vérifiabilité et en les liant à la section « Notes et références ».
Navigation
Coupe de France 1959-1960 Coupe de France 1961-1962
L'édition 1960-1961 de la Coupe de France est la 44e édition de la Coupe de France de football. Celle-ci est remportée par l'UA Sedan-Torcy.
C'est la deuxième Coupe de France remportée par ce club.

## Résultats

### Trente-deuxièmes de finale
| Division        | Club                     | Score      | Club                 | Division        |
| --------------- | ------------------------ | ---------- | -------------------- | --------------- |
| DH (D4)         | USM Montargis            | 1 - 0      | Stade rennais UC     | Division 1 (D1) |
| Division 2 (D2) | Olympique alésien        | 2 - 0      | ESCN La Ciotat       | DH (D4)         |
| Division 1 (D1) | RC Paris                 | 3 - 0      | AS Orléans           | CFA (D3)        |
| Division 1 (D1) | Stade français FC        | 2 - 0      | RC Arras             | DH (D4)         |
| Division 1 (D1) | Stade de Reims           | 6 - 0      | Amiens AC            | CFA (D3)        |
| CFA (D3)        | SA Rochefort             | 3 - 1      | US Saint-Gaudens     | CFA (D3)        |
| Division 2 (D2) | CO Roubaix-Tourcoing     | 2 - 0      | FC Rouen             | Division 1 (D1) |
| Division 1 (D1) | AS Saint-Étienne         | 1 - 0      | FC Nantes            | Division 2 (D2) |
| DH (D4)         | US Saint-Malo            | 2 - 1      | US Quevilly          | CFA (D3)        |
| Division 1 (D1) | UA Sedan-Torcy           | 3 - 1      | JA Armentières       | DH (D4)         |
| Division 2 (D2) | FC Sochaux-Montbéliard   | 2 - 0      | AS Brest             | CFA (D3)        |
| Division 2 (D2) | RC Strasbourg            | 2 - 1      | US Auchel            | CFA (D3)        |
| Division 2 (D2) | SC Toulon                | 2 - 1      | AS Aix-en-Provence   | Division 2 (D2) |
| Division 1 (D1) | Toulouse FC              | 0 - 0 a.p. | Limoges FC           | Division 1 (D1) |
| Division 1 (D1) | AS Troyes-Savinienne     | 2 - 1      | JS Audun-le-Tiche    | DH (D4)         |
| Division 1 (D1) | US Valenciennes-Anzin    | 3 - 3 a.p. | Le Havre AC          | Division 1 (D1) |
| Division 1 (D1) | Nîmes Olympique          | 6 - 1      | FC La Seyne-sur-Mer  | DH (D4)         |
| Division 1 (D1) | OGC Nice                 | 2 - 1      | AS Cannes            | Division 2 (D2) |
| Division 1 (D1) | Angers SCO               | 9 - 1      | FC Pau               | CFA (D3)        |
| PH (D5)         | AS Aulnoye               | 0 - 0 a.p. | AC Cambrai           | DH (D4)         |
| Division 2 (D2) | AS Béziers               | 1 - 0      | CA Paris             | Division 2 (D2) |
| Division 2 (D2) | FC Girondins de Bordeaux | 7 - 0      | FA Cournon-le-Cendre | DH (D4)         |
| CFA (D3)        | SM Caen                  | 2 - 1 a.p. | RC Lens              | Division 1 (D1) |
| Division 2 (D2) | AS Cherbourg             | 2 - 1 a.p. | US Boulogne-sur-Mer  | Division 2 (D2) |
| CFA (D3)        | US Faucigny              | 2 - 0      | RC Agde              | DH (D4)         |
| Division 2 (D2) | US Forbach               | 0 - 0 a.p. | FC Metz              | Division 2 (D2) |
| Division 1 (D1) | FC Nancy                 | 2 - 1 a.p. | RCFC Besançon        | Division 2 (D2) |
| Division 2 (D2) | SO Montpellier           | 5 - 0      | AS Bagneaux-Nemours  | DH (D4)         |
| Division 1 (D1) | AS Monaco FC             | 1 - 0      | ASP Belfort          | CFA (D3)        |
| Division 2 (D2) | Olympique de Marseille   | 1 - 0      | AS Brignoles         | DH (D4)         |
| Division 1 (D1) | Olympique lyonnais       | 2 - 1      | FC Grenoble          | Division 1 (D1) |
| Division 2 (D2) | Lille OSC                | 1 - 0      | AS Corbeil-Essonnes  | CFA (D3)        |
| Matches rejoués |                          |            |                      |                 |
| Division 1 (D1) | Toulouse FC              | 2 - 1      | Limoges FC           | Division 1 (D1) |
| Division 1 (D1) | US Valenciennes-Anzin    | 3 - 1      | Le Havre AC          | Division 1 (D1) |
| DH (D4)         | AC Cambrai               | 0 - 2      | AS Aulnoye           | PH (D5)         |
| Division 2 (D2) | US Forbach               | 2 - 0      | FC Metz              | Division 2 (D2) |

### Seizièmes de finale
| Division        | Club                     | Score      | Club                   | Division        |
| --------------- | ------------------------ | ---------- | ---------------------- | --------------- |
| Division 2 (D2) | Olympique alésien        | 2 - 0      | SC Toulon              | Division 2 (D2) |
| Division 2 (D2) | RC Strasbourg            | 4 - 0      | USM Montargis          | DH (D4)         |
| Division 2 (D2) | FC Sochaux-Montbéliard   | 3 - 1      | Stade français FC      | Division 1 (D1) |
| Division 1 (D1) | UA Sedan-Torcy           | 2 - 1      | Toulouse FC            | Division 1 (D1) |
| Division 1 (D1) | AS Saint-Étienne         | 1 - 0      | US Valenciennes-Anzin  | Division 1 (D1) |
| Division 2 (D2) | CO Roubaix-Tourcoing     | 2 - 1      | AS Monaco FC           | Division 1 (D1) |
| Division 1 (D1) | Stade de Reims           | 5 - 0      | US Saint-Malo          | DH (D4)         |
| Division 1 (D1) | RC Paris                 | 3 - 2 a.p. | Olympique de Marseille | Division 2 (D2) |
| Division 1 (D1) | Nîmes Olympique          | 2 - 1      | AS Béziers             | Division 2 (D2) |
| Division 1 (D1) | OGC Nice                 | 2 - 0      | AS Troyes-Savinienne   | Division 1 (D1) |
| Division 1 (D1) | FC Nancy                 | 1 - 0      | Lille OSC              | Division 2 (D2) |
| Division 2 (D2) | SO Montpellier           | 2 - 0      | AS Aulnoye             | PH (D5)         |
| Division 1 (D1) | Olympique lyonnais       | 1 - 1 a.p. | Angers SCO             | Division 1 (D1) |
| CFA (D3)        | US Faucigny              | 3 - 1 a.p. | AS Cherbourg           | Division 2 (D2) |
| CFA (D3)        | SM Caen                  | 2 - 2 a.p. | US Forbach             | Division 2 (D2) |
| Division 2 (D2) | FC Girondins de Bordeaux | 5 - 2      | SA Rochefort           | CFA (D3)        |
| Matches rejoués |                          |            |                        |                 |
| Division 1 (D1) | Olympique lyonnais       | 4 - 2      | Angers SCO             | Division 1 (D1) |
| CFA (D3)        | SM Caen                  | 3 - 2      | US Forbach             | Division 2 (D2) |

### Huitièmes de finale
| Division        | Club                     | Score | Club                   | Division        |
| --------------- | ------------------------ | ----- | ---------------------- | --------------- |
| Division 2 (D2) | FC Girondins de Bordeaux | 3 - 1 | SM Caen                | CFA (D3)        |
| Division 2 (D2) | SO Montpellier           | 4 - 0 | US Faucigny            | CFA (D3)        |
| Division 1 (D1) | OGC Nice                 | 6 - 2 | CO Roubaix-Tourcoing   | Division 2 (D2) |
| Division 1 (D1) | Nîmes Olympique          | 2 - 1 | FC Nancy               | Division 1 (D1) |
| Division 1 (D1) | RC Paris                 | 3 - 1 | Olympique lyonnais     | Division 1 (D1) |
| Division 1 (D1) | Stade de Reims           | 3 - 1 | Olympique alésien      | Division 2 (D2) |
| Division 1 (D1) | AS Saint-Étienne         | 3 - 1 | FC Sochaux-Montbéliard | Division 2 (D2) |
| Division 1 (D1) | UA Sedan-Torcy           | 2 - 0 | RC Strasbourg          | Division 2 (D2) |

### Quarts de finale
| Division                 | Club                     | Score      | Club             | Division        |
| ------------------------ | ------------------------ | ---------- | ---------------- | --------------- |
| Division 2 (D2)          | FC Girondins de Bordeaux | 2 - 2 a.p. | AS Saint-Étienne | Division 1 (D1) |
| Division 2 (D2)          | SO Montpellier           | 2 - 0      | Stade de Reims   | Division 1 (D1) |
| Division 1 (D1)          | RC Paris                 | 2 - 3 a.p. | Nîmes Olympique  | Division 1 (D1) |
| Division 1 (D1)          | UA Sedan-Torcy           | 2 - 1      | OGC Nice         | Division 1 (D1) |
| Match rejoué             |                          |            |                  |                 |
| Division 2 (D2)          | FC Girondins de Bordeaux | 1 - 1 a.p. | AS Saint-Étienne | Division 1 (D1) |
| Match rejoué une 3e fois |                          |            |                  |                 |
| Division 2 (D2)          | FC Girondins de Bordeaux | 2 - 0      | AS Saint-Étienne | Division 1 (D1) |

### Demi-finale
| Division        | Club            | Score      | Club                     | Division        |
| --------------- | --------------- | ---------- | ------------------------ | --------------- |
| Division 1 (D1) | UA Sedan-Torcy  | 2 - 2 a.p. | FC Girondins de Bordeaux | Division 2 (D2) |
| Division 1 (D1) | Nîmes Olympique | 2 - 1      | SO Montpellier           | Division 2 (D2) |
| Match rejoué    |                 |            |                          |                 |
| Division 1 (D1) | UA Sedan-Torcy  | 1 - 0      | FC Girondins de Bordeaux | Division 2 (D2) |

### Finale
| Entraîneur :    |
| Louis Dugauguez |

| Entraîneur : |
| Kader Firoud |

| Entraîneur :    |
| Louis Dugauguez |

| Entraîneur : |
| Kader Firoud |

## Synthèse

### Équipes par division et par tour
| Divisions / Manches | 1/32 de finale | 1/16 de finale | 1/8 de finale | 1/4 de finale | 1/2 finales | Finale | Vainqueur |
| ------------------- | -------------- | -------------- | ------------- | ------------- | ----------- | ------ | --------- |
| Division 1          | 20             | 14             | 8             | 6             | 2           | 2      | 1         |
| Division 2          | 19             | 12             | 6             | 2             | 2           | -      | -         |
| CFA                 | 12             | 3              | 2             | -             | -           | -      | -         |
| DH                  | 12             | 2              | -             | -             | -           | -      | -         |
| PH                  | 1              | 1              | -             | -             | -           | -      | -         |
| Total               | 64             | 32             | 16            | 8             | 4           | 2      | 1         |

### Parcours des clubs professionnels
| Clubs                 | Parcours précédent | Parcours en 1960-1961 |
| --------------------- | ------------------ | --------------------- |
| AS Monaco             | Vainqueur          | 1/16 de finale        |
| RC Paris              | 1/16 de finale     | 1/4 de finale         |
| Stade de Reims        | 1/2 finales        | 1/4 de finale         |
| FC Rouen              | 1/16 de finale     | 1/32 de finale        |
| AS Saint-Étienne      | Finaliste          | 1/4 de finale         |
| Nîmes Olympique       | 1/8 de finale      | Finaliste             |
| Angers SCO            | 1/8 de finale      | 1/16 de finale        |
| FC Nancy              | 1/16 de finale     | 1/8 de finale         |
| UA Sedan-Torcy        | 1/16 de finale     | Vainqueur             |
| RC Lens               | 1/16 de finale     | 1/32 de finale        |
| Le Havre AC           | 1/2 finales        | 1/32 de finale        |
| Toulouse FC           | 1/16 de finale     | 1/16 de finale        |
| OGC Nice              | 1/4 de finale      | 1/4 de finale         |
| Stade rennais UC      | 1/8 de finale      | 1/32 de finale        |
| Olympique lyonnais    | 1/16 de finale     | 1/8 de finale         |
| Stade français FC     | 1/8 de finale      | 1/16 de finale        |
| FC Grenoble           | 1/16 de finale     | 1/32 de finale        |
| Limoges FC            | 1/8 de finale      | 1/32 de finale        |
| US Valenciennes-Anzin | 1/32 de finale     | 1/16 de finale        |
| AS Troyes-Savinienne  | 1/32 de finale     | 1/16 de finale        |

| Clubs                  | Parcours précédent | Parcours en 1960-1961 |
| ---------------------- | ------------------ | --------------------- |
| SO Montpellier         | 1/16 de finale     | 1/2 finales           |
| FC Metz                | 1/32 de finale     | 1/32 de finale        |
| FC Sochaux-Montbéliard | 1/32 de finale     | 1/8 de finale         |
| RC Strasbourg          | 1/16 de finale     | 1/8 de finale         |
| AS Béziers             | 1/32 de finale     | 1/16 de finale        |
| Olympique de Marseille | 1/16 de finale     | 1/16 de finale        |
| AS Cannes              | 1/4 de finale      | 1/32 de finale        |
| Girondins de Bordeaux  | 1/32 de finale     | 1/2 finales           |
| Lille OSC              | 1/4 de finale      | 1/16 de finale        |
| US Boulogne            | 1/16 de finale     | 1/32 de finale        |
| FC Nantes              | 1/32 de finale     | 1/32 de finale        |
| CO Roubaix-Tourcoing   |                    | 1/8 de finale         |
| AS Cherbourg           | 1/32 de finale     | 1/16 de finale        |
| SC Toulon              | 1/16 de finale     | 1/16 de finale        |
| US Forbach             | 1/8 de finale      | 1/16 de finale        |
| Olympique alésien      | 1/32 de finale     | 1/8 de finale         |
| RCFC Besançon          | 6e tour            | 1/32 de finale        |
| CA Paris               | 6e tour            | 1/32 de finale        |
| AS Aix-en-Provence     | 6e tour            | 1/32 de finale        |